# Portada/efemèride novembre 3
Henri Matisse
« 2 de novembre · 3 de novembre · 4 de novembre »